# Archaeopsylla
Archaeopsylla är ett släkte av loppor. Archaeopsylla ingår i familjen husloppor.
Kladogram enligt Catalogue of Life:
| Archaeopsylla | \| \| Archaeopsylla erinacei \| \| \| \| \| \| Archaeopsylla sinensis \| \| \| \| |
|               | \| \| Archaeopsylla erinacei \| \| \| \| \| \| Archaeopsylla sinensis \| \| \| \| |
|               | Actenopsylla                                                                      |
|               |                                                                                   |
|               | Aphropsylla                                                                       |
|               |                                                                                   |
|               | Cediopsylla                                                                       |
|               |                                                                                   |
|               | Centetipsylla                                                                     |
|               |                                                                                   |
|               | Ctenocephalides                                                                   |
|               |                                                                                   |
|               | Delopsylla                                                                        |
|               |                                                                                   |
|               | Echidnophaga                                                                      |
|               |                                                                                   |
|               | Euchoplopsyllus                                                                   |
|               |                                                                                   |
|               | Hoplopsyllus                                                                      |
|               |                                                                                   |
|               | Moeopsylla                                                                        |
|               |                                                                                   |
|               | Nesolagobius                                                                      |
|               |                                                                                   |
|               | Ornithopsylla                                                                     |
|               |                                                                                   |
|               | Parapulex                                                                         |
|               |                                                                                   |
|               | Pariodontis                                                                       |
|               |                                                                                   |
|               | Procaviopsylla                                                                    |
|               |                                                                                   |
|               | Pulex                                                                             |
|               |                                                                                   |
|               | Pulicella                                                                         |
|               |                                                                                   |
|               | Spilopsyllus                                                                      |
|               |                                                                                   |
|               | Synopsyllus                                                                       |
|               |                                                                                   |
|               | Synosternus                                                                       |
|               |                                                                                   |
|               | Xenopsylla                                                                        |
|               |                                                                                   |
|               | Archaeopsylla erinacei                                                            |
|               |                                                                                   |
|               | Archaeopsylla sinensis                                                            |
|               |                                                                                   |

|  | Archaeopsylla erinacei |
|  |                        |
|  | Archaeopsylla sinensis |
|  |                        |